# 必姆镇
必姆镇，是中华人民共和国江西省上饶市玉山县下辖的一个乡镇级行政单位。

## 行政区划
必姆镇下辖以下地区：
石笋村、杨家村、淤里村、泉眼村、上湖田村、花桥村、坳村、大西坑村、王村、古山村和苏村。